# ブルーリボンマイル
ブルーリボンマイルは、岐阜県地方競馬組合が笠松競馬場ダート1600mで施行する地方競馬の重賞競走である。格付けはSPI。
正式名称は「日刊スポーツ杯 ブルーリボンマイル」。日刊スポーツを発行する日刊スポーツ新聞社が優勝杯を提供する。

## 概要
2024年（2023年度）に4歳以上牝馬による地方全国交流の重賞競走として創設された。第1回よりグランダム・ジャパン古馬シーズンの対象競走となっている。格付けはSPI。
2025年の第2回は「創刊75周年記念日刊スポーツ杯 ブルーリボンマイル」の名称で施行。

### 出走条件・賞金等（2025年）
出走資格
サラブレッド系4歳以上牝馬オープン、地方全国交流。
- 他地区所属は現所属として前年2月5日から本年2月6日の間に出走している馬。
- 東海所属は前年2月5日から本年2月7日の間に東海所属として出走し、かつ当該期間の最終日時点でA級以上の格付けの馬。
- プリマヴェーラカップの優勝馬に優先出走権がある。

出走枠
フルゲートは10頭で、出走枠は他地区所属馬5頭以下、東海地区5頭以上（笠松3頭以上、名古屋2頭以下が原則）
負担重量
別定。55kg。
賞金額
1着500万円、2着175万円、3着100万円、4着50万円、5着25万円、着外5万円
副賞
日刊スポーツ新聞社賞、東海地方公営競馬協議会会長賞。

## 歴史
- 2024年 - サラブレッド系4歳以上牝馬による地方競馬全国交流の重賞競走「日刊スポーツ賞 ブルーリボンマイル」として創設。
- 2025年 - 「創刊75周年記念日刊スポーツ杯 ブルーリボンマイル」の名称で施行

## 歴代優勝馬
| 回次  | 施行日        | 優勝馬             | 性齢 | 所属 | タイム | 優勝騎手 | 管理調教師 | 馬主     |
| ----- | ------------- | ------------------ | ---- | ---- | ------ | -------- | ---------- | -------- |
| 第1回 | 2024年3月5日  | グレースルビー     | 牝7  | 大井 | 1:41.2 | 達城龍次 | 堀千亜樹   | 菅原広隆 |
| 第2回 | 2025年2月20日 | ヒメツルイチモンジ | 牝5  | 園田 | 1:43.1 | 笹田知宏 | 新子雅司   | 野田善己 |

### 各回競走結果の出典
- ブルーリボンマイル　歴代優勝馬 - 地方競馬全国協会
- JBISサーチ
  - 2024年、2025年